# Food Logistics Park Lagos
Der Lagos Food Security Systems and Central Logistics Park ist ein im Bau befindliches Logistikzentrum in Ketu-Ereyun, zwischen Epe und Ikorodu im nigerianischen Bundesstaat Lagos. Nach seiner Fertigstellung wird es das größte Lebensmittellogistikzentrum in Afrika südlich der Sahara sein.

## Hintergrund

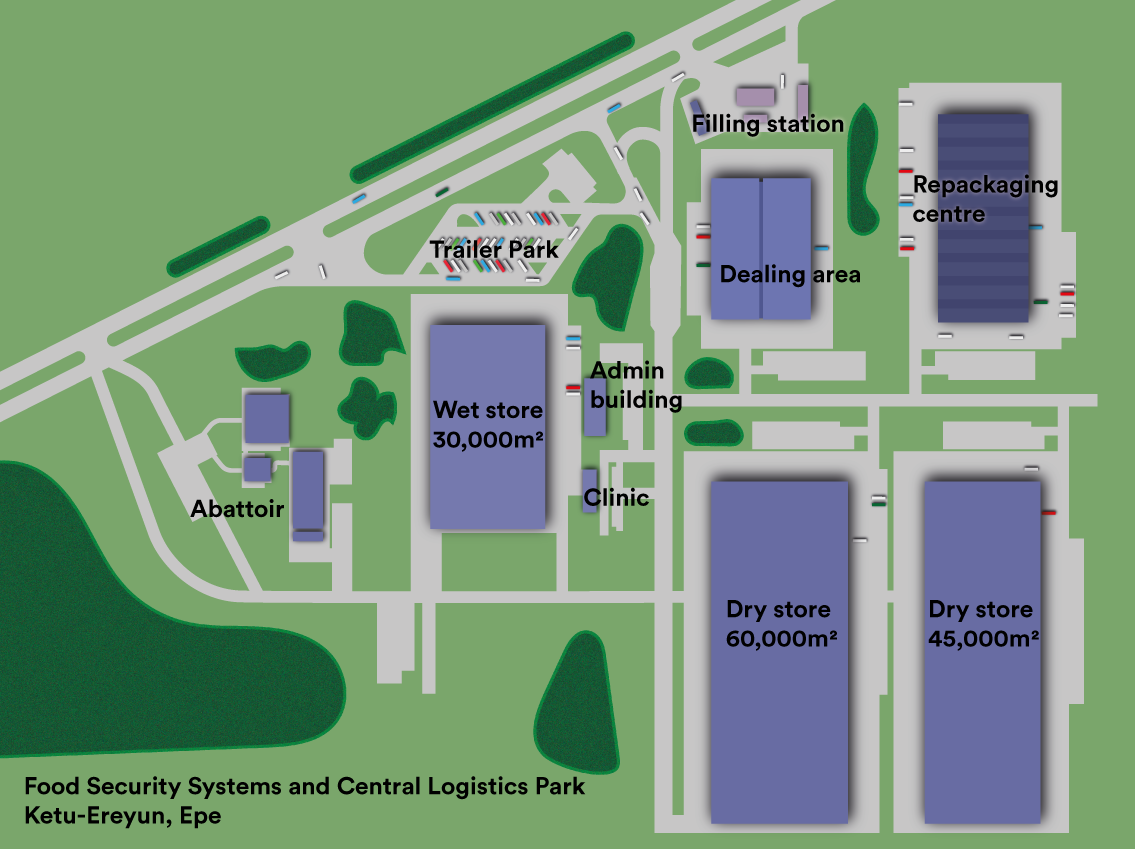
Food Security Systems and Central Logistics Park, in der Nähe von Lagos

Der jährliche Wert der in Lagos gehandelten Lebensmittel wird auf 10 Mrd. USD geschätzt. Allerdings verlieren die Landwirte 40 % dieser Erzeugnisse, weil es keine Infrastruktur für die Lagerung nach der Ernte gibt.
Nach seiner Fertigstellung soll das Logistikzentrum mehr als fünf Millionen Händlern in der landwirtschaftlichen Wertschöpfungskette ein direktes Einkommen verschaffen und gleichzeitig die ununterbrochene Versorgung von mehr als zehn Millionen Einwohnern von Lagos mit Lebensmitteln für mindestens neunzig Tage in Zeiten der Knappheit sicherstellen.
Es wird erwartet, dass das zentrale Lebensmittelzentrum den Landwirten und Investoren aus der Agrarindustrie höhere Erträge sichert, eine Reihe von Zwischenhändlern ausschaltet und den Zugang zu hochentwickelten Verarbeitungs- und Verpackungsdienstleistungen verbessert. Das Logistikzentrum soll zur Senkung der Logistikkosten beitragen und gleichzeitig die Standardisierung von Menge und Qualität der landwirtschaftlichen Erzeugnisse gewährleisten. Außerdem soll es die Produktivität steigern und den Landwirten höhere Erträge garantieren, indem es mehrere Zwischenhändler ausschaltet. Es wird erwartet, dass es den Landwirten einen besseren Zugang zu modernen Verarbeitungs- und Verpackungsdienstleistungen verschafft und nützliche Daten für staatliche Stellen, Akteure des Privatsektors und multilaterale Organisationen generiert.

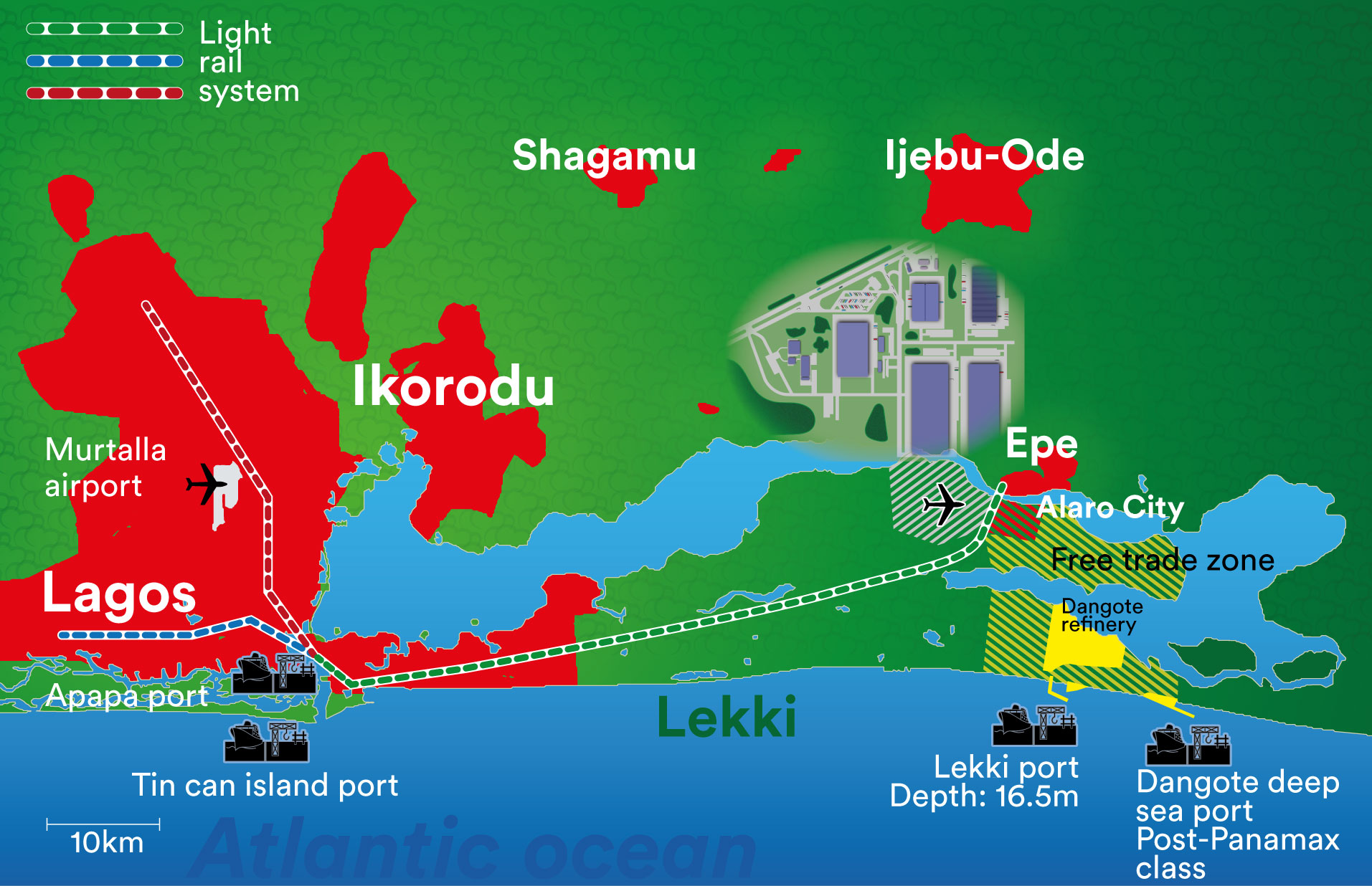
Lage

Die Nutzungswerte des Logistikzentrums sollen es der Regierung auch ermöglichen, aussagekräftige Daten für die öffentliche Planung und die Investitionsprognose des Privatsektors zu entwickeln.
Die Wahl des Standorts war für das Projekt von Bedeutung, da er sich in der Nähe der landwirtschaftlichen Gemeinden befindet und leicht zugänglich ist. Andere laufende Großprojekte des Bundesstaates Lagos, wie die Reismühle Imota und das neue Sägewerk Timberville, sowie die Freihandelszone Lekki mit dem neuen Tiefseehafen und der Dangote-Raffinerie liegen in der Nähe.

## Bau
Die Anlage wird auf einem 1,2 Millionen Quadratmeter großen Gelände in Ketu-Ereyun, Epe, gebaut und soll den Inhalt von mehr als 1 500 Lastwagen lagern und den täglichen Bedarf von Zehntausenden von Akteuren der Lebensmittelwertschöpfungskette das ganze Jahr über decken.
Die Bauarbeiten begannen im August 2022, und das Projekt wird voraussichtlich im vierten Quartal 2024 abgeschlossen sein.[veraltet]